# Haroldo Conti
Haroldo Conti (Chacabuco (province de Buenos Aires), 1925-1976 ?) est un romancier argentin, professeur des écoles, professeur de latin, employé de banque, pilote civil, nageur, et scénariste de films. Il fut enlevé en 1976, interné dans le centre clandestin de détention d'El Vesubio puis assassiné.

## Biographie
Né en 1925 à Chacabuco, il étudie la philosophie. Il se marie deux fois, et vécut à Buenos Aires avec sa femme et ses deux enfants.
Le fleuve Paraná et son delta ont une grande importance dans sa vie et dans son œuvre. Il décrit avec minutie sa ville natale et les personnes qui y vivaient.
En 1956, il publie la pièce de théâtre Examinado. Quatre ans plus tard il reçoit un prix de la revue Life pour son récit La causa. En 1962, il gagne le prix Fabril avec son premier roman, Sudeste, et devient une des grandes figures de la « génération de Contorno ».
Il publie ensuite les romans Alrededor de la jaula (prix de l'université de Veracruz au Mexique, ensuite porté à l'écran par Sergio Renán sous le titre Crecer de golpe) et En vida (prix Barral en Espagne, qui comptait dans le jury Mario Vargas Llosa et Gabriel García Márquez), et les recueils de nouvelles Todos los veranos (prix municipal de Buenos Aires), Con otra gente et La balada del álamo carolina. Il travaille pour la revue Crisis. En 1975, il publie le roman Mascaró, qui gagne le Prix Casa de las Americas (Cuba).
Le 5 mai 1976, après le coup d'État en Argentine, il est enlevé. Son nom figure parmi les desaparecidos de la dictature argentine. Tous les ans, à cette date, on rend hommage à la mémoire de l'écrivain.

## Œuvres
Romans
- Sudeste (1962)
- Alrededor de la jaula (1966)
- En vida (1971)
- Mascaró el cazador americano (1975) - Mascaró, le chasseur des Amériques, trad. Annie Morvan, La dernière goutte, 2019

Recueils de nouvelles
- Todos los veranos (1964)
- Con otra gente (1967) (o Perdido)
- La balada del álamo carolina (1975) - La Ballade du peuplier carolin, trad. Annie Morvan, La dernière goutte, 2018

- Las doce a Bragado
- Ad Astra
- Los novios